# Василий (Варвелис)
Епи́скоп Васи́лий (греч. Επίσκοπος Βασίλειος, в миру Васи́лиос Варве́лис, греч. Βασίλειος Βαρβέλης; род. 1969, Перистери, Греция) — епископ Александрийской православной церкви на покое, титулярный епископ Арсинойский.

## Биография
Обучался в Школе работников здравоохранения и социального обеспечения и в Богословской школе Афинского университета.
В июле 1997 года был рукоположён во диакона, а в марте 1998 года — во пресвитера митрополитом Зимбабвийским Хризостомом (Пападопулосом). Служил приходским священником в Йоханнесбурге и в Каире.
Затем был переведён священником и духовником Афинского патриаршего храма святых Афанасия, Николая и Фотия в Кипсели, Афинского подворья Александрийской Православной Церкви, и секретарём Афинской патриаршей канцелярии Александрийского патриарха.
26 ноября 2014 года на заседании Священного Синода Александрийской Православной Церкви, по предложению Патриарха Феодора II, был избран епископом Ботсванским.
30 ноября 2014 года в кафедральном соборе преподобного Саввы Освященного в Александрии хиротонисан во епископа Ботсванского. Хиротонию совершили: Папа и Патриарх Александрийский и всей Африки Феодор II, митрополит Гвинейский Георгий (Владимиру), митрополит Иринопольский Димитрий (Захаренгас), митрополит Леонтопольский Гавриил (Рафтопулос) и митрополит Нубийский Наркисс (Гаммох).
17 ноября 2016 года уволен с Ботванской кафедры и назначен титулярным епископом Арсинойским.